# María Abadi
María Alejandra Abadi (Buenos Aires, 16 de noviembre de 1985) es una actriz argentina, conocida por interpretar a «Meme» en la película de 2005 Géminis y a «Érika» en la telenovela Montecristo en 2006. También, durante 2009 y 2010 formó parte del elenco de la telecomedia romántica Ciega a citas, encarnando a «Irina Zabaleta».

## Biografía
María es la hija menor del psicoanalista José Eduardo Abadi y de la terapeuta y crítica de arte Corinne Sacca. Asistió a una escuela bilingüe de chica y en su adolescencia al Colegio Nacional de Buenos Aires. Estudió actuación con Raúl Serrano y Helena Nesis.

## Carrera
Su carrera en los medios comenzó en 2004 luego de quedar seleccionada en un casting de más de 500 chicas para protagonizar Géminis estrenada en 2005, interpretando el rol de Meme, una adolescente que practicaba el incesto con su hermano. También en 2004,  se incorporó al Personal de Alejandro Vannelli y obtuvo un pequeño papel para actuar en la serie Los Roldán.  En 2005 participó durante un capítulo de Mujeres asesinas. Ya en 2006, es convocada para el documental A propósito de Buenos Aires y para integrar el elenco de la exitosa telenovela Montecristo, habiendo rechazado antes la convocatoria de Cris Morena para un personaje principal en la telenovela juvenil Alma pirata. Al año siguiente obtiene un papel principal en el film CapitAl (Todo el mundo va a Buenos Aires) de Augusto González Polo. En 2009 graba para Italia el programa de TV Scusate il disturbo, la película Solos en la ciudad y la telecomedia Ciega a citas. En 2011 trabaja en la telenovela Un año para recordar, como Nina. Un año después participa de los unitarios El hombre de tu vida y El donante, ambas ficciones de  Telefe. En 2014 forma parte del elenco de la serie televisiva del mismo canal Señores Papis en el papel de Emma, la secretaria de Nacho (Joaquín Furriel).

## Trayectoria

### Televisión
| Ficciones | Ficciones                            | Ficciones   | Ficciones            | Ficciones                                       |
| Año       | Título                               | Canal       | Personaje            | Notas                                           |
| --------- | ------------------------------------ | ----------- | -------------------- | ----------------------------------------------- |
| 2004      | Los Roldán                           | Telefe      | Nati                 | Participación Especial                          |
| 2005      | Mujeres asesinas 1                   | El Trece    | Florencia            | Episodio. 13: "Laura E., encubridora"           |
| 2006      | Montecristo                          | Telefe      | Érika Donoso         | Elenco Secundario                               |
| 2008      | Mujeres asesinas 4                   | El Trece    | Carolina             | Episodio. 10: "Carolina, humillada"             |
| 2008      | Donne assassine                      | Fox Crime   | Florencia            | Episodio. 7: "Laura"                            |
| 2008      | Oportunidades                        | El Trece    | Marcela              | Programa especial de la Fundación Huésped       |
| 2009      | Scusate il disturbo                  | Rai 1       | Alessandra Rivas     | Elenco Principal                                |
| 2009      | Ciega a citas                        | TV Pública  | Irina Zabaleta       | Elenco Principal                                |
| 2010      | Secretos de amor                     | Telefe      | Luz                  | Elenco Principal                                |
| 2011      | Un año para recordar                 | Telefe      | Nina                 | Elenco Secundario                               |
| 2011      | Proyecto aluvión                     | Canal 9     | María Belén          | Episodio. 5: "La quema de iglesias"             |
| 2012      | El hombre de tu vida                 | Telefe      | Rocío                | Episodios 8, 9, 10 y 11. Temporada 2            |
| 2012      | El donante                           | Telefe      | Valentina            | Episodio. 13: "El final de la búsqueda"         |
| 2012      | 23 pares                             | Canal 9     | María                | Episodio 6                                      |
| 2012      | Tiempos compulsivos                  | El Trece    | Julieta              | Participación Especial                          |
| 2013      | Historias de diván                   | Telefe      | Luciana              | Episodio. 7: "Luciana, una mujer golpeada"      |
| 2013      | Historias de diván                   | Telefe      | Luciana              | Episodio. 8: "Luciana y el fin de la violencia" |
| 2013      | Historias de corazón                 | Telefe      | Sofía                | Episodio. 19: "Las bellas artes"                |
| 2013      | Historias de corazón                 | Telefe      | Laura Martínez       | Episodio. 26: "Cuidado con lo que deseas"       |
| 2014      | Sres. Papis                          | Telefe      | Emma Valente         | Elenco Principal                                |
| 2015      | Esperanza mía                        | El Trece    | Helena               | Participación Especial                          |
| 2015      | Conflictos modernos                  | Canal 9     | Lucía Torres         | Episodio. 12: "Un gran favor"                   |
| 2016      | Los ricos no piden permiso           | El trece    | Teresa Levingston    | Participación Especial                          |
| 2017      | En viaje                             | 360TV       | Micaela              | Episodio. 3: "Amigos con derechos (torcidos)"   |
| 2018      | La caída                             | TV Pública  | Miranda Feinn        | Elenco Principal                                |
| 2019      | Argentina, tierra de amor y venganza | El Trece    | Dra. Griselda Warren | Participación Especial                          |
| 2019      | Pequeña Victoria                     | Telefe      | Valeria Mancuso      | Elenco Secundario                               |
| 2021      | Pequeñas Victorias                   | Prime Video | Valeria Mancuso      | Participación Especial                          |
| 2022      | Casi feliz                           | Netflix     | Tamara Feldman       | Participación Especial                          |
| 2022      | La reina del sur                     | Telemundo   | Julieta Brito        | Participación Especial                          |
| 2023      | Cóndor uno cero cinco                | TV Pública  | Inés Veret           | Protagonista                                    |
| 2023      | El encargado                         | Star+       | Lucila Morris        | Antagonista                                     |

### Cine
| Películas y Cortometrajes | Películas y Cortometrajes                 | Películas y Cortometrajes | Películas y Cortometrajes |
| Año                       | Título                                    | Personaje                 | Notas                     |
| ------------------------- | ----------------------------------------- | ------------------------- | ------------------------- |
| 2005                      | Esas noches de insomnio                   | Ana                       | Cortometraje              |
| 2005                      | ... y pasó                                | María                     | Cortometraje              |
| 2005                      | Géminis                                   | Meme                      |                           |
| 2006                      | Danza porca                               | Marita                    |                           |
| 2007                      | CapitAl (Todo el mundo va a Buenos Aires) | Verónica                  |                           |
| 2010                      | Por tu culpa                              |                           |                           |
| 2011                      | Solos en la ciudad                        | Soledad                   |                           |
| 2011                      | El gato desaparece                        | Verónica                  |                           |
| 2013                      | No somos animales                         | Olinda                    |                           |
| 2014                      | Camino de campaña                         | Victoria                  |                           |
| 2015                      | La medianera                              | Claudia                   | Cortometraje              |
| 2015                      | Verdades de un mentiroso                  | Romina                    |                           |
| 2017                      | Señora Haidi                              | Mara                      |                           |
| 2018                      | Eterno paraíso                            | Esperanza                 |                           |
| 2019                      | Engaño                                    | Valeria                   |                           |
| 2019                      | Pistolero                                 | Sofía                     |                           |
| 2022                      | Mete miedo                                | Fátima Constanzo          |                           |
| 2023                      | Control zeta                              |                           |                           |

### Teatro
| Año  | Título                 |
| ---- | ---------------------- |
| 2003 | Obnuvilada visión      |
| 2004 | Obnuvilada visión      |
| 2007 | Los monstruos sagrados |
| 2014 | Todos mis miedos       |

### Videoclips
| Año  | Título      | Artista   | Director       |
| ---- | ----------- | --------- | -------------- |
| 2007 | Si Es Amor  | Fito Páez | Fernando Rubio |
| 2017 | Pensamiento | La Beriso | Juan Ripari    |

## Premios y nominaciones
| Premio                  | Año  | Categoría                    | Programa      | Resultado |
| ----------------------- | ---- | ---------------------------- | ------------- | --------- |
| Premios Cóndor de Plata | 2005 | Revelación femenina          | Géminis       | Nominada  |
| Premios Clarín          | 2006 | Revelación femenina          | Montecristo   | Ganadora  |
| Premios Martín Fierro   | 2006 | Revelación                   | Montecristo   | Nominada  |
| Premios Martín Fierro   | 2009 | Actriz de reparto en comedia | Ciega a citas | Nominada  |